# 个人快速运输系统

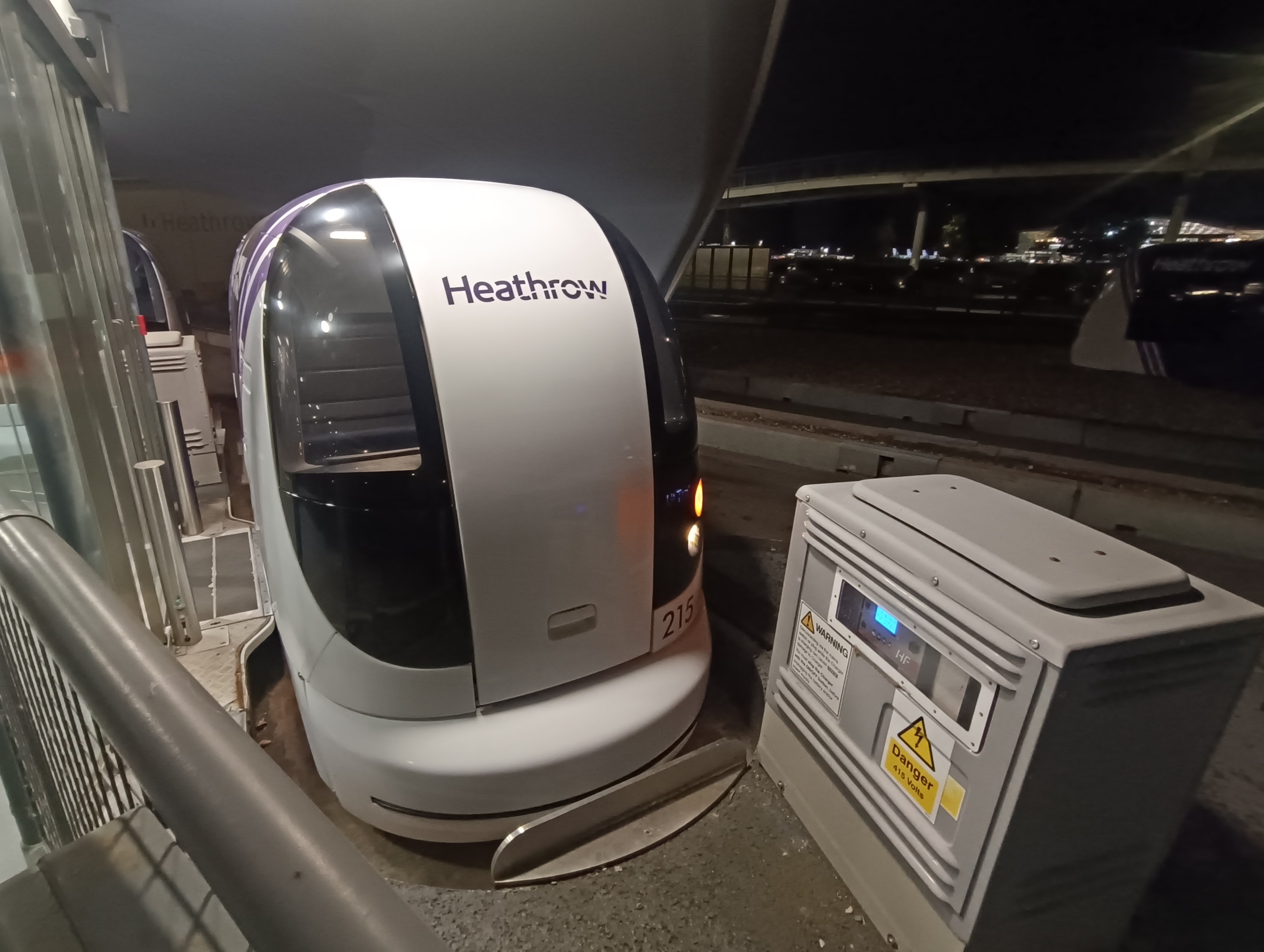
個人捷運车厢于伦敦ULTra Pod

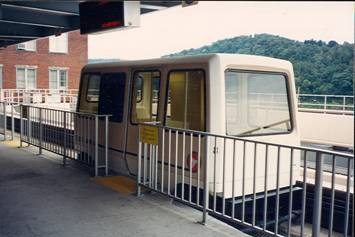
摩根敦个人快速公交

个人快速运输系统（英語：Personal Rapid Transit），簡稱PRT，也称个人捷运，是一种自动导向轨道交通系统，旨在提供按需求不间断的的运输。一般被用于城市交通。
个人快速运输系统的車廂较小，往往只能容纳2-6名乘客，只有約一輛架空索道車卡的大小，但運行在軌道之上。它的线路设计常常包含大量侧式站台与道岔、待避场所。这样的设计使得个人快速运输系统能够进行中途不停站、点到点的交通服务。因此，个人快速运输系统更常被与出租车、自动人行道划为一类交通方式而非城市公共轨道交通。
目前，仅有少量的个人快速运输系统处于运营中。第一个投入运营的PRT系統位於美國西維珍尼亞州摩根敦的西維珍尼亞大學，稱為摩根敦個人捷運（英語：Morgantown PRT），1975年投入运营至今。

## 概述
绝大多数大运量轨道交通系统都是为了将大量旅客按照规定的路线运送而设计，对于乘客来说，等待列车、换乘与列车中途停站都会浪费他们的时间。在能源方面，沉重的大运量列车频繁加速和减速在慢于其他交通方式的同时也抵消掉了自身节能环保的优势。因此，个人快速运输系统的诞生就是为了解决以上问题，通过建设大规模且相互连结的轨道网络，让自动列车不停站地运送小规模的旅客到其目的地，并以此提高乘客体验、减少浪费。
轻巧的个人运输系统车辆可以避免修建昂贵的重载高架铁路，从而降低建设与维护导向轨道的成本。由于采用了轻型车辆与轨道，整套系统的开支、轨道半径和对城市面貌的影响也大大减小。
在个人快速运输系统的支持者们看来，个人快速运输系统应当发展为用密集的轨道与站点遍布整个城市的庞大系统。而先前失败的案例则多是由超支、管理不善、政策限制、科技局限和设计、建设方面的瑕疵导致。
然而，个人快速运输系统的概念仍然十分流行。例如，2002年到2005年，欧盟赞助的EDICT计划带领12个机构对个人快速运输系统在四个欧洲城市实施的可行性进行了研究。研究得出，个人快速运输系统：
- 能够为未来城市“提供一套可行、积极响应用户、环境友好、可持续和经济的交通运输解决方案”。
- 可以“达到运营收支平衡，并且盈利有能力偿还全部或大部分投资额”。
- 可以提供“优于传统公共交通模式的服务水平”。
- 可以“被包括私家车主与公共交通用户在内的大众广泛接受”。

尽管有以上优点，这份报告也指出，为了规避“第一个吃螃蟹”的潜在风险，许多行政部门并不愿意建造个人捷运系统。
| 个人快速运输系统与现有交通模式的对比 | 个人快速运输系统与现有交通模式的对比                                                     |
| ------------------------------------ | ---------------------------------------------------------------------------------------- |
| 与私家车的相似之处                   | 都采用容纳2-6人的小型车辆                                                                |
| 与私家车的相似之处                   | 与出租车类似，车辆都由个人预约，并且只与预约者的同行乘客共享                             |
| 与私家车的相似之处                   | 车辆都在类似街道的导轨网络上行驶，中途不停站或换乘，实现点到点运输                       |
| 与私家车的相似之处                   | 有能够进行按需24小时不中断运输的潜力                                                     |
| 与私家车的相似之处                   | 车站并不会阻挡正线，方便其他车辆越站通行                                                 |
| 与有轨电车、公車与单轨铁路的相似之处 | 作为一项公共服务存在（尽管并不一定由公共机构拥有）                                       |
| 与有轨电车、公車与单轨铁路的相似之处 | 能够减少当地的污染（在使用电力驱动时）                                                   |
| 与有轨电车、公車与单轨铁路的相似之处 | 乘客在类似出租车停车点和公車站的分离站点上下车                                           |
| 与自动旅客捷运系统的相似之处         | 从驾驶、运营控制到售票全部自动化                                                         |
| 与自动旅客捷运系统的相似之处         | 通常以高架形式建设在街道上方以减少占地面积、缓解拥堵。                                   |
| 其他独有特点                         | 车辆运行是自动协调的，这一点不同于自主驾驶的汽车或自行车                                 |
| 其他独有特点                         | 基础设施的规模可以比传统交通模式更小                                                     |
| 其他独有特点                         | 自动控制的车辆可以按照更小的间隔运行甚至紧靠着“虚拟重联”来提高旅行速度、增加运送旅客密度 |

## 历史

### 起步
个人快速运输系统的概念始于1953年。彼时城市交通规划者Donn Fichter开始了对于个人捷运和其他交通工具替代品的研究。1964年，他在出版的书籍中设想了一种中低运量的区域自动交通系统，并且认为只有个人捷运系统才能够结合公共交通和私家车的优点。与此同时，研究单轨铁路的Edward Haltom也认为大型的轨交系统降低了线路承载列车数，提高了总体成本。因此，他转而提出使用小型化车辆、独立于行驶路线的站台的灵活小型的悬挂式交通系统的设想。但在当时，这个设想难以用已有技术实现。

### 对系统的研究
1964年美国城市大众运输局成立后，对于个人快速运输系统的技术研究迅速展开。1966年，美国住城部被要求进行相关研究。二十世纪六十年代末期，美国航太公司对其进行了大量的理论研究与投入，但却不被允许向美国政府之外的客户出售其方案。1969年，首篇广泛传播的新交通方式的文章被发表于《科学美国人》，它与随后的若干文章一起掀起了全球追逐未来大众运输广阔市场的竞赛。1973年的石油危机进一步刺激了人们对全新大众运输系统的需求。

### 实际发展
在1967年，马特拉公司在巴黎启动了Aramis个人捷运的试验计划。但在花费了超过5亿法郎后，这项计划因为不成熟的控制系统与被吊销试验资格而被彻底取消。在1970到1978年，日本启动了“电脑控制车辆系统”（英语：Computer-controlled Vehicle System）计划并达到了运行间隔1分钟的目标。1975-1976年，该系统进行了为期六个月的公众测试，运送了超过八十万人次的乘客。但该计划被日本国土交通省认定为不符合铁路安全规定（主要是刹车和运行间隔方面）而被取消。
1973年3月23日，UMTA的Frank Herringer在国会作证时说，一个用于发展短间隔高容量的PRT系统的计划将在1974年被启动后。次年，摩根敦个人快速运输系统建成。从1969年到1980年，德国开发了Cabinentaxi系统却因为预算受限没有进行任何实际建设。1985年，美国的Cabintaxi公司接手了这项技术。1979年，拥有三个站点的杜克大学医疗中心病患快速运输系统投入运营。

### 近年进展
在二十世纪九十年代，雷神公司投资了PRT 2000系统并希望得到在伊利诺伊州罗斯蒙特的合同。失败后，技术专利被返还给技术开发者所在的明尼苏达大学。最后该专利被Taxi2000公司购入。1999年，2getthere公司在荷兰东鹿特丹建设了ParkShuttle系统，并在2005年建成二期工程。2002年，该公司又在荷兰国际园艺博览会上布置了25辆可乘坐4人的“CyberCabs”运送游客们上山，以期通过为期六个月的运行研究公众对PRT系统的接受程度。2010年，2getthere在阿联酋阿布扎比的马斯达尔城市中心与停车场间建设了一套包括两个车站和10辆车辆的PRT系统。这套系统完全在城市地下运营，并计划在未来扩建成为规模遍及整个马斯达尔城的一套示范性PRT系统。然而，因为马斯达尔城计划使用其他的公共交通工具且地下建造的成本高昂，扩建项目已被取消。在2003年，英国的ULTra（Urban Light Transport）系统在威尔士卡的夫通过了英国铁路检查团的载客测试。2005年，该系统被选作伦敦希思罗国际机场的内部通勤交通工具。2011年5月，有三个车站的希思罗机场PRT系统开放，连接了新建成的5号航站楼和停车场。2013年，希思罗机场宣布，在它的五年发展计划中，将包括扩建该系统至2、3号航站楼的内容。然而为了保证其他优先级更高的项目，该计划已被推迟。2006年6月，一家韩国与瑞典的合资企业Vectus公司开始在瑞典乌普萨拉建设一条长约400米的实验轨道，并在2007年乌普萨拉举办的个人捷运城市会议（PodCar City Conference）上公布。在2014年4月，韩国顺天市的一套拥有40辆车辆、两个站点和4.46千米轨道的“SkyCube”个人捷运系统投入使用。在2010年后，墨西哥西部科技与高等教育研究所（Mexican Western Institute of Technology and Higher Education）开始对个人捷运项目“精准智能网络化运输系统（LINT,Lean Intelligent Network Transportation）进行研究，并建设了一套1/12的缩比尺寸测试模型。该研究项目在后来进一步发展成为Modutram系统，并且在2014年建成了一套全尺寸测试轨道系统。

## 设计
在个人快速运输系统现存的少数实例和大量仅存于纸面的构想中，有大量的设计语言是共通的。当然，这些设计因素中也有不少存在争议。

### 车辆设计

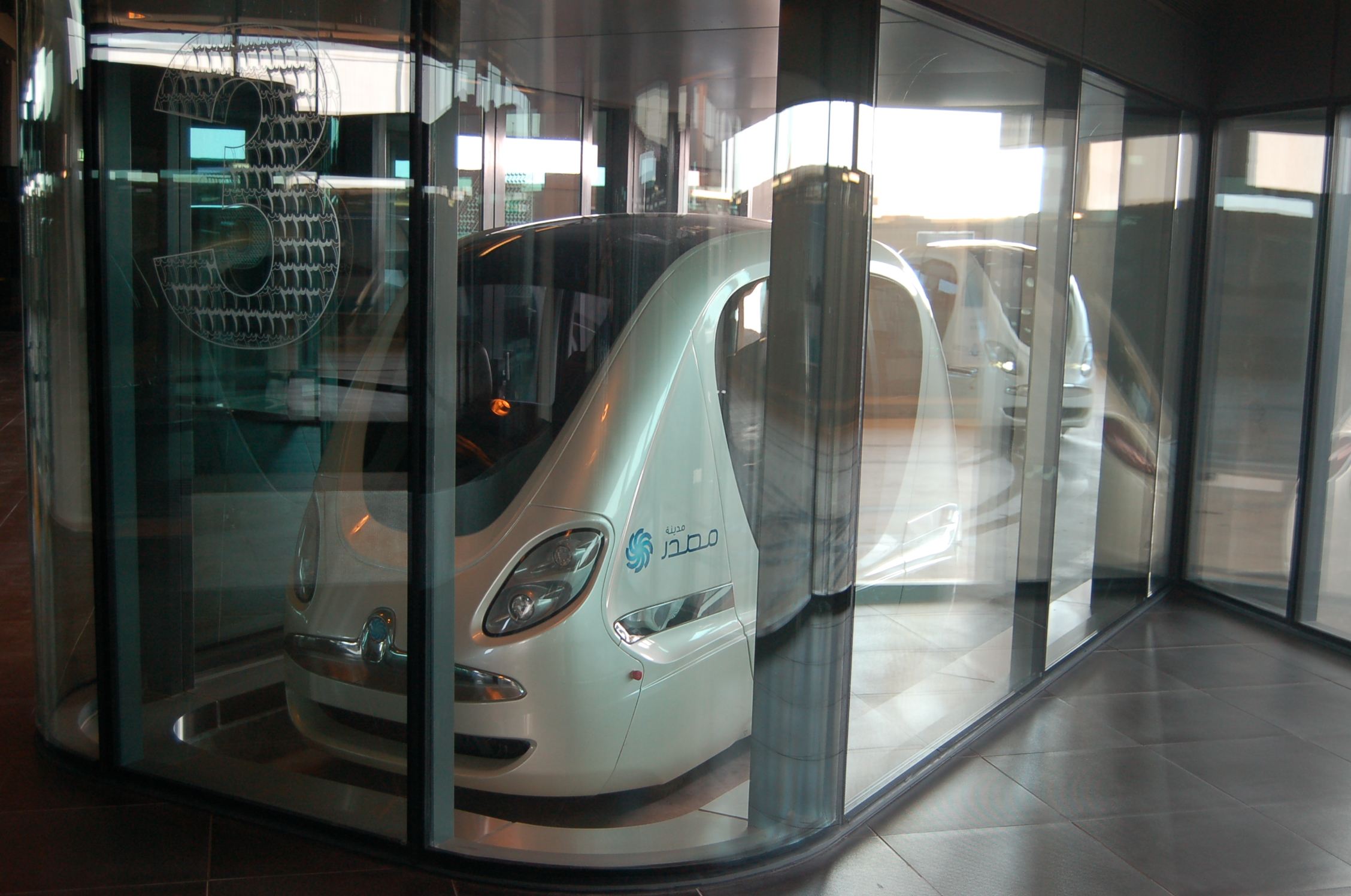
马斯达尔城的个人快速运输系统车辆

在个人捷运系统中，车辆的重量会直接影响到系统导轨的尺寸与建设成本，而轨道部分又是线路投资成本中的最主要部分。当车辆尺寸过大时，就需要更高的生产成本、更昂贵的轨道设施，在启动和刹车时也需要消耗更多能量。如果车辆过大，个人快速运输系统“点对点不经停运输”的模式成本也会变得十分高昂。但与此同时，如果车辆过小，运载同样数量的乘客时，车辆所面对的总风阻将会更大，这将导致车辆在持续运行时消耗更多能量。同样地，较大型的发动机往往也比小型车辆所用的小型发动机效率更高。
个人快速运输系统的车辆载客数属于一个尚未达成共识的关键问题。在美国，平均一辆私家车会乘坐1.16人，而大多数工业化国家的平均私家车载客量也低于2人，因而不与陌生人同处一个空间成为了私人交通工具最大的优势。基于这些要素，一些个人捷运系统推出了两人车厢（例如UniModal）甚至单人车厢的激进方案。其余的系统方案则以普通私家车的大小为基础，选用更大的车厢来容纳带有孩子的家庭、携自行车乘车的骑行者、乘坐轮椅的行动不便人士或者一到两个货物托盘。

#### 动力
迄今为止，一切个人捷运系统（除了人力驱动的Shweeb）都由电力驱动。为了减轻车辆重量，系统通常都采用沿路轨敷设的接触线供电而非装载蓄电池。按照SkyWeb和Taxi2000系统的设计者J.Edward Anderson所言，最轻型的PRT系统应当采用直线电机驱动，并在轨道上铺设送电轨以供运行和制动使用。但实际上，很少有PRT系统采用直线电机。大部分系统都使用了旋转电机驱动，并且保留了小容量电池，在电力系统故障时用作保证车辆运行至最近站点的紧急动力。
ULTra系统则采用了车载蓄电池驱动，并在站点进行充电。这种动力方式增强了系统的安全性而降低了导轨系统的复杂程度、开支和维护量。因此，ULTra系统的导轨可以修建得如同普通的带路肩人行道一般，极大降低了成本。该系统也更加类似于电动型自动驾驶汽车。

#### 变轨措施
绝大多数的PRT设计方案都放放弃了传统的道岔变轨，转而采用车载变轨装置或者类似汽车的传统转向架变轨。它们的设计者宣称，车载式变轨系统的设计能够让变轨变得更快，从而使得车辆能够以更小间隔运行。同时，这样做还使得导轨结构进一步简化，减少了视觉上的污染；另外，由于当一辆车的变轨系统故障时对其他车辆的影响较小，所以这样的变轨系统故障率也更低。然而另一些设计人员却认为，设置于导轨上的道岔式变轨系统更加有利于简化车辆设计，减少车辆内部的活动性零件数量。若采用道岔而非车内设施进行变轨，则可以把变轨设施设计得更加大尺寸而不用过多考虑车辆空间狭小的问题。

### 基建部分设计

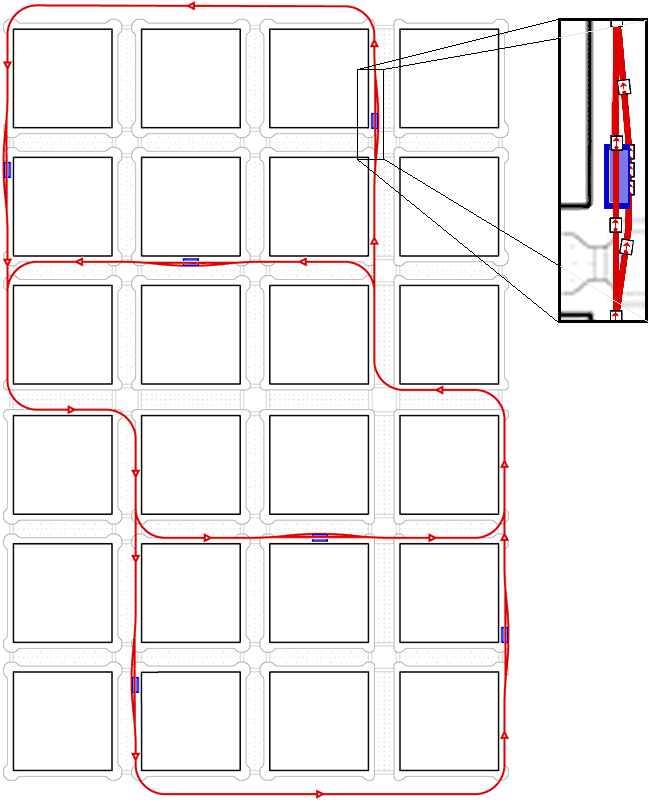
理想模式下的PRT网络示意图。

## 現有和計劃的PRT系统列表
目前只有一個準-PRT網絡正在營運中及兩個全-PRT網絡興建中，還有更多的在規劃階段。
| 位置                     | 狀態              | 系統      | 營運日期  | 導軌長度                | 站數 / 車廂 | 特點                                                                                                  |
| ------------------------ | ----------------- | --------- | --------- | ----------------------- | ----------- | --- |
| 美國西維珍尼亞州摩根敦   | 營運中            | WVU PRT   | 1975年    | 13.2 公里               | 5/ 73       | 最多每車廂20名乘客， 在低用量時間時並非以點到點運行                                                   |
| 阿聯酋阿布扎比马斯达尔城 | 營運中 (原型系統) | 2getthere | 2011年    | 路面建有磁鐵， 自動駕駛 | 5 / 13      | 未来此地将禁止使用汽车，而PRT将作为整个城市唯一的交通工具（除了城際輕軌外）。                         |
| 英國倫敦希斯路機場       | 營運中            | ULTra     | 2011年    | 3.8 公里                | 3 / 21      | 目前该系统初步連接5號航站樓至遠處的停車場。 如果测试进展顺利, BAA計劃将此系统覆盖范围扩大到整個機場。 |
| 中國成都天府国际机场     | 已建成但未运营    | 昆船PRT   | 2021年    | 4.8公里                 | 3 / 22      | 连接机场远端停车场与航站楼。                                                                          |
| 韓國順天市               | 營運中            | Vectus    | 2014年4月 | 5 公里                  | 2 / 40      | 連接順天庭園(都會公園)與順天灣自然生態公園                                                            |
| 英國北安普敦郡達文特里   | 建議中            | T.B.D.    |           | 4.9 公里                | 5 / 25      | 该系统網絡希望最终擴大至55.3 km（34.4 mi）的軌道 及500辆車廂的规模。                                  |
| 阿聯酋迪拜迪拜市         | 建議中            | T.B.D.    |           |                         |             | |
| 阿聯酋迪拜魯魯島         | 建議中            | T.B.D.    |           |                         |             | |
| 美國加州聖塔克魯茲       | 建議中            | T.B.D.    |           |                         |             | |
| 阿聯酋迪拜Bawadi         | 建議中            | T.B.D.    |           |                         |             | Bawadi整体项目体量预计覆盖139萬平方米的城市，轨道网络将达到10公里長。                                 |
| 印度哈里亞納邦古爾岡     | 建議中            | ULTra     |           | 45.5 公里               |             | 共有7條線路建議中                                                                                     |
| 英國米尔顿凯恩斯         | 建議中            |           |           |                         |             | |

## 系统方案列表
下表要闡述了一些知名的PRT設計方案。
| 系統                                       | 位置         | 活躍? | 狀態                                                 | 座位(每車廂)     | 導軌   | 悬挂式/支撑式（即常见形式）         | 動力                                      |
| ------------------------------------------ | ------------ | ----- | ---------------------------------------------------- | ---------------- | ------ | ----------------------------------- | ----------------------------------------- |
| 摩根敦 PRT (波音公司)[*]                   | 西維珍尼亞州 | 是    | 營運中                                               | 8 坐位 & 12 企位 | 混凝土 | 支撑式                              | 旋轉電動機                                |
| ULTra (ATS Ltd)                            | UK           | 是    | 營運中                                               | 4                | 混凝土 | 支撑式，胶轮                        | 旋轉電動機                                |
| Critical Move                              | 葡萄牙       | 是    | 現場測試中                                           | 4                | 混凝土 | 支撑式，膠輪                        | 旋轉電動機                                |
| 2getthere（页面存档备份，存于） PRT        | 荷蘭         | 是    | 10個車廂製作給馬斯達爾市                             | 6                | 混凝土 | 支撑式，膠輪 (dual-mode)            | 旋轉電動機                                |
| Vectus PRT (POSCO)                         | 韓國         | 是    | 完整原型                                             | 4                | 鋼     | 支撑式                              | 直線電動機                                |
| Cabinentaxi                                | 德國         | 否    | 已完成的系統: 1980年代批准為美國及德國的聯邦運輸方案 | 3,12,18          | 鋼     | 兩者，膠輪                          | 直線電動機                                |
| Monocab/ROMAG (Rohr, Inc.)                 | 美國         | 否    | 完整原型，曾於Transpo '72展示                        | 40               | 混凝土 | 兩者，膠輪 (Monocab)，磁悬浮(ROMAG) | 旋轉電動機 (Monocab)， 直線電動機 (ROMAG) |
| Cabtrack                                   | 英國         | 否    | 完整原型                                             | 4                |        |                                     | 旋轉電動機                                |
| CVS                                        | 日本         | 否    | 完整原型                                             | 4                | 鋼     | 支撑式，膠輪                        | 旋轉電動機                                |
| PRT2000 (Raytheon)                         | 美國         | 否    | 完整原型                                             | 4                | 鋼     | 支撑式                              | 旋轉電動機                                |
| Skyweb Express (Taxi2000)                  | 明尼蘇達州   | 是    | 部分原型                                             | 3                | 鋼     | 支撑式                              | 直線電動機                                |
| MISTER                                     | 波蘭         | 是    | 部分原型                                             | 5                | 鋼     | 悬挂式                              | 旋轉電動機                                |
| JPods（页面存档备份，存于）                | 美國         | 是    | 樣品                                                 | 4                | 鋼     | 悬挂式                              | 旋轉電動機                                |
| SkyTaxi（页面存档备份，存于）              | 俄罗斯       | 是    | 概念                                                 | 1,2,4            | 鋼     | 支撑式                              | 旋轉電動機                                |
| Launchpoint Technologies SPM Maglev        | 美國         | 是    | 概念                                                 | ?                | ?      | 支撑式                              | ?                                         |
| Skycab AB Skycab（页面存档备份，存于）     | 瑞典         | 是    | 概念                                                 | ?                | ?      | 支撑式                              | ?                                         |
| Interstate Traveller（页面存档备份，存于） | 美國         | 是    | 概念                                                 | ?                | ?      | 支撑式                              | ?                                         |

* 摩根敦 PRT是一個準-PRT系統，因為它缺少了100%按需要服務功能。